# Bård Vegar Solhjell

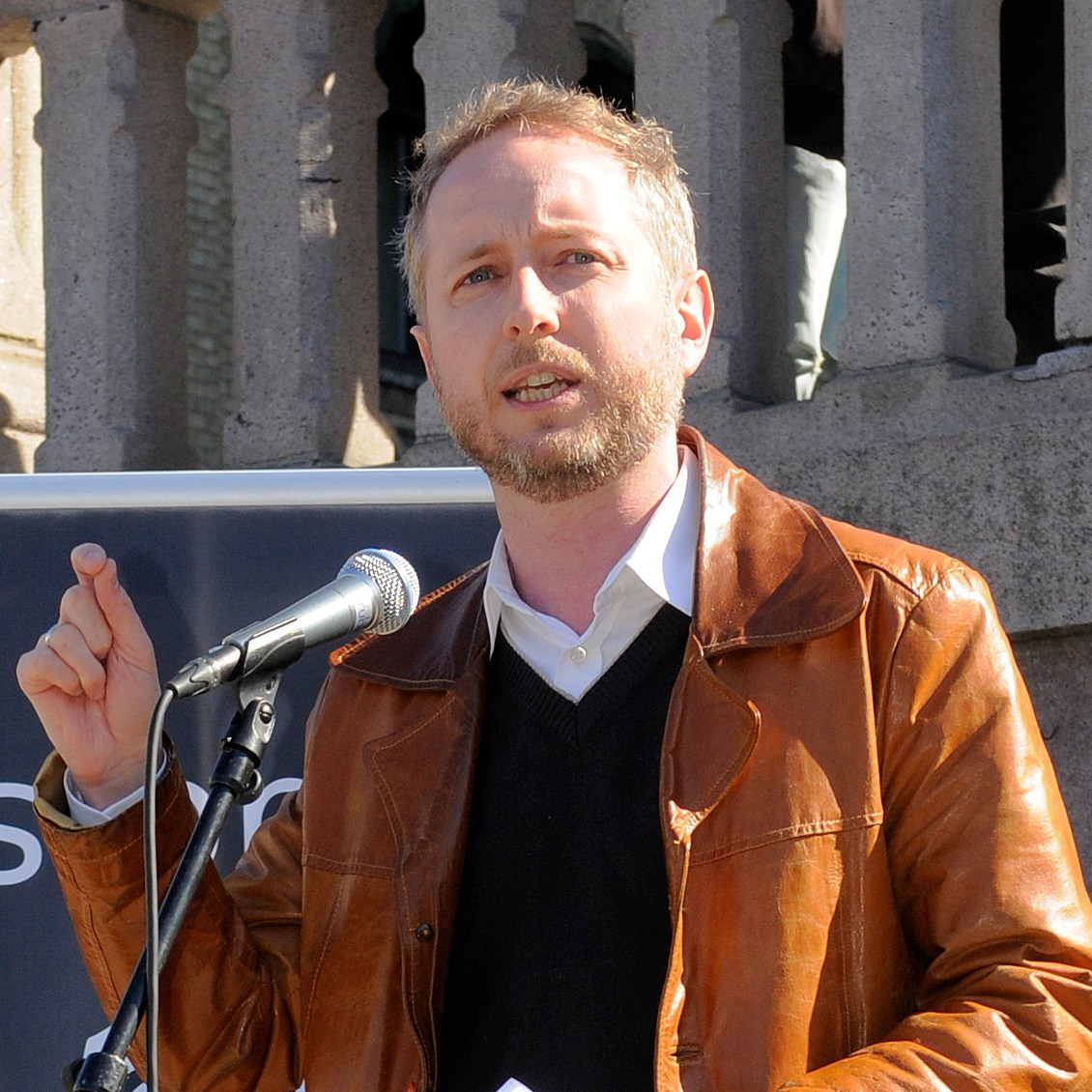
Bård Vegar Solhjell (2010)

Bård Vegar Solhjell (* 22. Dezember 1971 in Kristiansand) ist ein norwegischer Politiker der Sozialistischen Linkspartei (SV). Er war von Oktober 2007 bis Oktober 2009 der Bildungsminister und von März 2012 bis Oktober 2013 der Umweltminister seines Landes.

## Leben
Solhjell ist in Naustdal aufgewachsen. Er studierte zwischen 1991 und 2000 Politikwissenschaft an der Universität Bergen und der Universität Oslo. Von 1992 bis 1994 war er der stellvertretende Vorsitzende der Jugendorganisation Sosialistisk Ungdom (SU). In der Zeit von 2000 bis 2001 arbeitete er als politischer Berater der SV-Fraktion im norwegischen Nationalparlament Storting. Anschließend war er bis 2005 der Generalsekretär seiner Partei.
Am 17. Oktober 2005 begann Solhjell seine Tätigkeit als Staatssekretär im Statsministerens kontor, dem Büro des Ministerpräsidenten. Anschließend war er vom 18. Oktober 2007 bis zum 20. Oktober 2009 Minister für Bildung und verantwortete den Bereich Schulen und Kindergärten. Bei der Parlamentswahl 2009 zog er erstmals ins Storting ein. Dort vertrat er bis 2017 die damalige Provinz Akershus. Dabei fungierte er im November 2009 sowie erneut von März 2010 bis März 2012 als Fraktionsvorsitzender der SV. Am 23. März 2012 wurde Solhjell zum Umweltminister im Kabinett Stoltenberg II ernannt. Dieses Amt übte er bis zum Abtritt der Regierung am 16. Oktober 2013 aus. Nach seiner Rückkehr ins Parlament wurde er stellvertretender Fraktionsvorsitzender, was er bis Dezember 2015 blieb. In der Zeit von 2007 bis 2015 war Solhjell stellvertretender Parteivorsitzender der SV.
Nach seiner Zeit im Parlament, war Solhjell ab 2018 Generalsekretär im norwegischen Zweig des WWF. Im November 2019 wurde er zum Direktor von Norad, der norwegischen Entwicklungsbehörde ernannt.
Solhjell veröffentlichte bereits mehrere Bücher. 2011 gab er Solidaritet på ny, 2014 Sjakk – ei kjærleikshistorie und im Jahr 2017 Uro. Ei historie om Norges framtid heraus.